# John Montagu (11e comte de Sandwich)
Pour les articles homonymes, voir John Montagu.
John Edward Hollister Montagu, 11e comte de Sandwich (né le 11 avril 1943 et mort le 1er février 2025), est un entrepreneur, homme politique et noble britannique. Il siège à la Chambre des lords comme crossbencher de 1995 à 2024.

## Biographie
Lord Sandwich est le fils aîné de Victor Montagu, — qui renonce à son titre de comte de Sandwich en 1964, — et de sa première épouse Rosemary Maud Peto. Il succède à son père au comté en 1995 et est l'un des 92 pairs héréditaires élus qui restent à la Chambre des lords après l'adoption de la House of Lords Act 1999. Il siège en tant que crossbencher et intervient principalement sur les questions de développement international et d'asile. Il quitte la Chambre des lords le 20 mai 2024.
Lord Sandwich effectue ses études au Collège d'Eton et au Trinity College de Cambridge.
Utilisant la renommée de l'un de ses ancêtres, le 4e comte de Sandwich (d'après qui le sandwich est nommé au XVIIIe siècle), l'actuel Lord Sandwich autorise l'utilisation de son titre pour une chaîne de sandwicheries, Earl of Sandwich. Ceux-ci sont situés dans diverses régions des États-Unis, dont Disney Springs Marketplace à Walt Disney World Resort, dans le cadre d'un accord principalement avec Robert Earl, fondateur de la chaîne Planet Hollywood.

## Mariage et enfants
Lord Sandwich épouse (Susan) Caroline Hayman, fille du Révérend Perceval Hayman, le 1er juillet 1968. Elle est une ancienne journaliste économique et experte en politique à la Commission européenne, spécialisée dans le Moyen-Orient. Elle est membre du comité de plusieurs organisations promouvant les liens avec la région, dont la Saudi British Society, et conseillère principale pour Women in Business International. Elle est également active dans un certain nombre d'organisations dans le Dorset, dont le Comité du Sud-Ouest du Heritage Lottery Fund et le Festival Beaminster, et est présidente de la Dorset Natural History & Archaeological Society .
Ils ont trois enfants:
- Luke Timothy Charles Montagu, vicomte Hinchingbrooke (né le 5 décembre 1969). Il épouse Julie Fisher (née le 17 février 1972) de Sugar Grove, Illinois, le 11 juin 2004. Lord Hinchingbrooke aide à élever la fille et le fils de Julie (Emma Fisher, née vers 1999, et Jack Fisher, né vers 2001) d'un précédent mariage, et ils ont deux fils:
  - William James Hayman Montagu, né le 2 novembre 2004[4].
  - Nestor John Sturges Montagu, né en 2006.
- Orlando William Montagu (né le 16 janvier 1971). Il épouse la mannequin Laura Roundell en 1996 et ils divorcent en 2002, n'ayant pas eu d'enfants. Le 3 juillet 2004, Montagu épouse Honor Wellesley, fille aînée de Charles Wellesley (9e duc de Wellington)[5] avec qui il a deux enfants:
  - Walter Frederick Montagu (né le 3 décembre 2005)[6].
  - Nancy Jemima Montagu (né en janvier 2007)
- Jemima Mary Montagu (née le 14 octobre 1973). En 2013, elle épouse Fisnik Abrashi[7].